# Могильщик-следопыт
Могильщик-следопыт (Nicrophorus vestigator) — вид жуков-мертвоедов из подсемейства могильщиков.

## Описание
Длина тела 12-22 мм. Булава усиков крупная, двухцветная - вершинные членики рыжего цвета. Переднеспинка поперечная, заметно расширяющаяся в своей передней части. Передний край переднеспинки густо, а боковые края и задний - более редко, покрыты жёлтыми волосками. Надкрылья чёрного цвета с двумя оранжево-красными перевязями. Рисунок на надкрылиях очень сильно варьирует, в связи с чем было описано большое количество цветовых аберраций (варитетов). Заднегрудь, вершины сегментов брюшка и задние бедра снизу покрыты жёлтыми волосками. Вертлуги задних ног имеют короткий острый зубец. Голени задних ног прямые.

### Варитеты

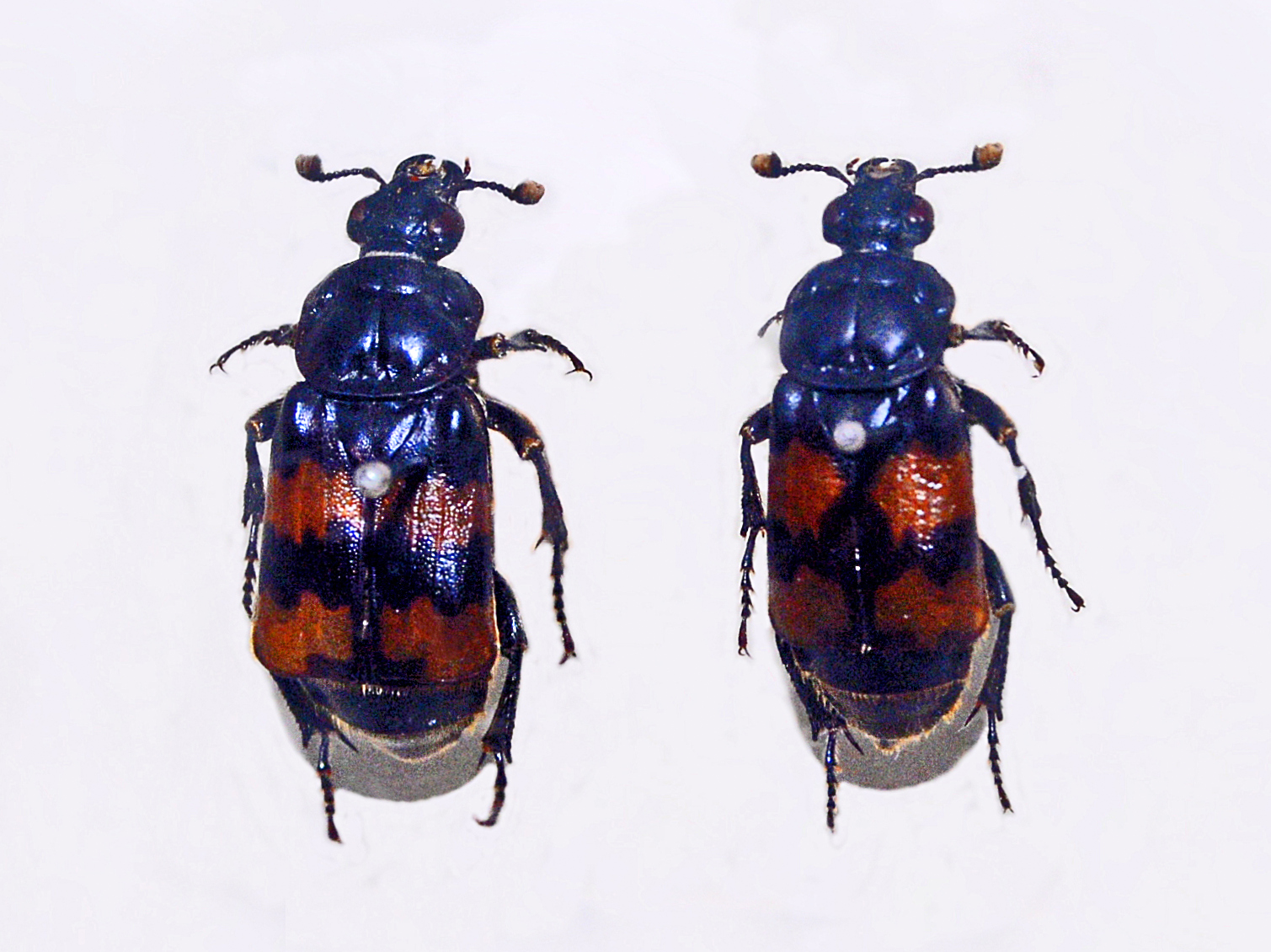

- Nicrophorus vestigator var. bipuctatus Portevin, 1914
- Nicrophorus vestigator var. brullei Jacobson, 1910
- Nicrophorus vestigator var. caretti Pic, 1933
- Nicrophorus vestigator var. degener Carret, 1901
- Nicrophorus vestigator var. obscuripennis Portevin, 1914
- Nicrophorus vestigator var. rautenbergi Reitter, 1900
- Nicrophorus vestigator var. viturati Pic, 1917

## Ареал
Вид широко распространён на территории Европы и на северо-западе Азии, в Сибири достигает Томской области.

## Биология
Приурочен к открытым, чаще всего степным, биотопам. Избегает песчаных почв. На юге России встречается с апреля по сентябрь. Является некрофагом: питается падалью как на стадии имаго, так и на личиночной стадии. Жуки закапывают трупы мелких животных в почву и проявляют развитую заботу о потомстве — личинках, подготавливая для них питательный субстрат. Из отложенных яиц выходят личинки с 6 малоразвитыми ногами и группами из 6 глазков с каждой стороны. Интересной особенностью могильщиков является забота о потомстве: хотя личинки способны питаться самостоятельно, родители растворяют пищеварительными ферментами ткани трупа, готовя для них питательный «бульон». Это позволяет личинкам быстрее развиваться.